# Grad obrta i tradicijske umjetnosti
UNESCO-ov projekt „Grad obrta i tradicijske umjetnosti” dio je šire mreže kreativnih gradova, utemeljene 2004., koja određuje gradove diljem svijeta koji su dali jedinstven doprinos području obrta i tradicijskih umjetnosti.
Trenutni UNESCO-vi gradovi obrta i tradicijske umjetnosti su:
| Grad                       | Zemlja                     | Godina | Bilješke |
| -------------------------- | -------------------------- | ------ | --- |
| Al-Ahsa                    | Saudijska Arabija          | 2015   | Drevna tradicija rukotvorina, uključujući tekstil od palmi, lončarstvo, tkanje i tehnike spajanja drva. |
| Areguá                     | Paragvaj                   | 2019   | Poznat po lončarstvu, dom 450 lončarskih radionica. |
| Aswan                      | Egipat                     | 2005   | Nasljeđe zanata i narodne umjetnosti, uključujući rad s perlama, izradu stolnjaka, kreacije od palminih grana i listova, kao i proizvodi od gline i s iglom.                                                              |
| Ayacucho                   | Peru                       | 2019   | Poznat po raznim zanatima kao što su retablo, tapiserije, Huamanga rezbarenje kamena, lončarstvo, tekstil i vezenje. |
| Baguio                     | Filipini                   | 2017   | Različite tradicije tkanja, rezbarenja drva, izrade srebra, tetoviranja i umjetnosti tetoviranja. |
| Ballarat                   | Australija                 | 2019   | Razni oblici i tradicije autohtone australske umjetnosti. |
| Bamyan                     | Afganistan                 | 2015   | Jedinstvena povijest zanata na kojeg su utjecale muslimanske i budističke kulture koji se i danas prakticiraju na tom području.                                                                                           |
| Bandar Abbas               | Iran                       | 2019   | Povijest kreativnih umjetnosti kao što su praktični i pomorski obrti, lokalna odjeća i lokalni glazbeni instrumenti. |
| Barcelos                   | Portugal                   | 2017   | Podrijetlo figure šarenog pijetla (Barcelosov pijetao). |
| Biella                     | Italija                    | 2019   | Povijest proizvodnje vune i tekstila. |
| Cairo                      | Egipat                     | 2017   | Drevna povijest specijalizacije u lončarstvu, puhanju stakla, izradi bakrenog poduđa, keramici i nakitu. |
| Caldas da Rainha           | Portugal                   | 2019   | Centar keramičke proizvodnje. |
| Carrara                    | Italija                    | 2017   | Svjetski poznati bijeli mramor koji je utjecao na razvoj Carrare kao centra obrta u Toskani i Italiji. |
| Chiang Mai                 | Tajland                    | 2017   | Povijest kao trgovačko središte i regija kulturne raznolikosti koja je utjecala na obrtničku kulturu lončarstva, srebrnine, drvorezbarstva, svilenog veza i lakiranih predmeta.                                           |
| Chordeleg                  | Ekvador                    | 2017   | Jedinstveni rad od plemenitih metala, proizvodnja obuće, lončarstvo i pletenje toquilla slame koji se prenosi generacijama kroz usmenu tradiciju.                                                                         |
| Durán                      | Ekvador                    | 2015   | Duga povijest sinkretizma između urbane umjetnosti i murala i tradicionalne ekvadorske umjetnosti i obrta. |
| Fabriano                   | Italija                    | 2013   | Status središta zanata kao što su lončarstvo, tkanje, kovanje i izrada papira od 12. stoljeća. |
| Gabrovo                    | Bugarska                   | 2017   | Jedno od najvećih zanatskih središta u Bugarskoj, posebno u drvorezbarstvu i tkanju vune. |
| Hangzhou                   | NR Kina                    | 2012   | Drevna povijest proizvodnje svile i čaja, kao i porculanskih i brončanih skulptura, poznata kao kineska prijestolnica čaja.                                                                                               |
| Icheon                     | Južna Koreja               | 2010   | Povijesni i moderni status središta korejskog lončarstva. |
| Isfahan                    | Iran                       | 2015   | Razni zanati uključujući tkanje tepiha, obradu metala, stolariju, keramiku, slikarstvo i inkrustacije raznih vrsta. |
| Jacmel                     | Haiti                      | 2014   | Tradicije slikanja, izrade skulptura i divovskih maski od kaširanog papira, kao i mjesto nastanka slikarske škole Jacmel u haićanskoj umjetnosti.                                                                         |
| Jaipur                     | Indija                     | 2015   | Povijesni zanati izrade nakita, rezbarenja i slikanja koji su bili središte trgovine od ranog 18. stoljeća, s 53 500 radionica koje se danas bave ovim zanatima.                                                          |
| Jingdezhen                 | NR Kina                    | 2014   | Nazivaju ga "Prijestolnica porculana" zbog svoje drevne povijesti izrade porculana. |
| Jinju                      | Južna Koreja               | 2019   | Povijest izrade drvenog namještaja, izrade ukrašenih noževa, metalnih zanata i svile. |
| João Pessoa                | Brazil                     | 2017   | Jedinstvena proizvodnja pamučne tkanine, kao i lončarstva, vezenja i kukičanja. |
| Kanazawa                   | Japan                      | 2009   | Umjetnička kultura inspirirana samurajima, jedinstvene rukotvorine kao što je kaga-yuzen tehnika bojanja svile. |
| Kargopol                   | Rusija                     | 2019   | Tradicionalni vez na tekstilu, obrtničko rezbarenje drva i kore, obojene figure pečene u glini poznate kao igračke Kargopol, sve to danas čini najvažniji sektor gradskog gospodarstva.                                   |
| Kütahya                    | Turska                     | 2017   | Jedinstvena umjetnost izrade keramičkih činija koja dominira krajolikom grada. |
| Limoges                    | Francuska                  | 2017   | Povijest izrade keramike, emajla i stakla, kao i novije utemeljene industrije porculana. |
| Lumbumbashi                | DR Kongo                   | 2015   | Jedinstveni zanati od bakra i malahita stvoreni u gradu, s više od 50 radionica posvećenih rezbarenju malahita. |
| Madaba                     | Jordan                     | 2017   | Najveći broj mozaika otkrivenih na njihovoj izvornoj lokaciji u svijetu, uključujući bizantske i umajadske mozaike i najstariji sačuvani opis Svete zemlje.                                                               |
| Nassau                     | Bahami                     | 2014   | Bahamske kulturne i kreativne tradicije pletenja slame i Junkanoo rukotvorina nastale su iz mješavine domorodačkih i afričkih kulturnih tradicija.                                                                        |
| Ouagadougou                | Burkina Faso               | 2017   | Tradicionalni zanat lijevanja bronce i bakra i izrade koja i danas čini važan sektor gradskog gospodarstva. |
| Paducah                    | SAD                        | 2013   | Povijest i doprinos zanatu izrade popluna u Sjedinjenim Državama. |
| Pekalongan                 | Indonezija                 | 2014   | Kulturna povijest i važnost batik zanata za grad i njegov identitet. |
| Porto-Novo                 | Benin                      | 2017   | Povijest i jedinstvena praksa raznih zanata kao što su pletenje pruća, kovački zanat, lončarstvo i proizvodnja glazbenih instrumenata u gradu, s 42 povijesna zanatska ceha u gradu.                                      |
| San Cristobal de Las Casas | Meksiko                    | 2015   | Očuvanje autohtonih meksičkih zanata i umjetnosti kao što su vez, lončarstvo, kovaštvo, drvorezbarstvo i izrada rukotvorina od jantara.                                                                                   |
| Santa Fe                   | SAD                        | 2005   | Indijanski zanati nakita, lončarstva i vezenja, te sajmovi tih zanata koji su postali sastavni dio gradskog identiteta, kao i španjolska kolonijalna umjetnost poput narodnog plesa, slamnatih kreacija i limenih radova. |
| Santa Marta                | Kolumbija                  | 2018   | Mjesto gotovo 12 drevnih karipskih kultura, poznato po svojim Wayúu rukotvorinama i Tayrona ručno izrađenim zlatnicima.                                                                                                   |
| Sharjah                    | Ujedinjeni Arapski Emirati | 2019   | Tradicijski zanat tkanja "Talli". |
| Sheki                      | Azerbajdžan                | 2017   | Status središta proizvodnje svile i tekstila na Kavkazu, kao i drugih tradicionalnih obrta poput vitraja s drvenim okvirima i lončarstvo.                                                                                 |
| Sokodé                     | Togo                       | 2017   | Poznat po svojoj umjetnosti vezenja. |
| Srinagar                   | Indija                     | 2017   | Stoljećima stara tradicionalna umjetnost ručnog rada kao što je pašmina šal, kao i druge rukotvorine kao što su torbice, abažuri i drugi ručno izrađeni predmeti za uređenje doma.                                        |
| Sukhothai                  | Tajland                    | 2019   | Kulturno važni zanatski proizvodi od zlatnih i srebrnih ukrasa, tekstilnog tkanja te keramičkih i Sangkhalok proizvoda.                                                                                                   |
| Suzhou                     | NR Kina                    | 2014   | Povijest i kultura obrta vezenja, rezbarenja, izrade papira, slikanja, tiskarstva i kaligrafije. |
| Tamba-Sasayama             | Japan                      | 2015   | Drevna povijest jedinstvenog tamba-yaki lončarstva, izvor lokalnog ponosa. |
| Tetouan                    | Maroko                     | 2017   | Povijest zanata kao što su Zellige, Taajira vez, inkrustirano i oslikano drvo i kovano željezo. |
| Trinidad                   | Kuba                       | 2019   | Povijest industrije vlaknastih tkanina. |
| Tunis                      | Tunis                      | 2017   | Poznato po zanatskim tržnicama duž uličica. |
| Viljandi                   | Estonija                   | 2019   | Razni zanati uključujući kovaštvo, keramiku i vunu. |

## Reference
1. ↑  creative cities map | Creative Cities Network. en.unesco.org. Pristupljeno 12. travnja 2021.
2. ↑  Al-Ahsa | Creative Cities Network. en.unesco.org. Pristupljeno 12. travnja 2021.
3. ↑  Areguá | Creative Cities Network. en.unesco.org. Pristupljeno 12. travnja 2021.
4. ↑  Aswan | Creative Cities Network. en.unesco.org. Pristupljeno 12. travnja 2021.
5. ↑  Ayacucho | Creative Cities Network. en.unesco.org. Pristupljeno 12. travnja 2021.
6. ↑  Baguio City | Creative Cities Network. en.unesco.org. Pristupljeno 12. travnja 2021.
7. ↑  Ballarat | Creative Cities Network. en.unesco.org. Pristupljeno 12. travnja 2021.
8. ↑  Bamiyan | Creative Cities Network. en.unesco.org. Pristupljeno 12. travnja 2021.
9. ↑  Bandar Abbas | Creative Cities Network. en.unesco.org. Pristupljeno 12. travnja 2021.
10. ↑  Barcelos | Creative Cities Network. en.unesco.org. Pristupljeno 12. travnja 2021.
11. ↑  Biella | Creative Cities Network. en.unesco.org. Pristupljeno 12. travnja 2021.
12. ↑  Cairo | Creative Cities Network. en.unesco.org. Pristupljeno 12. travnja 2021.
13. ↑  Caldas da Rainha | Creative Cities Network. en.unesco.org. Pristupljeno 12. travnja 2021.
14. ↑  Carrara | Creative Cities Network. en.unesco.org. Pristupljeno 12. travnja 2021.
15. ↑  Chiang Mai | Creative Cities Network. en.unesco.org. Pristupljeno 12. travnja 2021.
16. ↑  Chordeleg | Creative Cities Network. en.unesco.org. Pristupljeno 12. travnja 2021.
17. ↑  Durán | Creative Cities Network. en.unesco.org. Pristupljeno 12. travnja 2021.
18. ↑  Fabriano | Creative Cities Network. en.unesco.org. Pristupljeno 12. travnja 2021.
19. ↑  Gabrovo | Creative Cities Network. en.unesco.org. Pristupljeno 12. travnja 2021.
20. ↑  Hangzhou | Creative Cities Network. en.unesco.org. Pristupljeno 12. travnja 2021.
21. ↑  Icheon | Creative Cities Network. en.unesco.org. Pristupljeno 12. travnja 2021.
22. ↑  Isfahan | Creative Cities Network. en.unesco.org. Pristupljeno 12. travnja 2021.
23. ↑  Jacmel | Creative Cities Network. en.unesco.org. Pristupljeno 12. travnja 2021.
24. ↑  Jaipur | Creative Cities Network. en.unesco.org. Pristupljeno 12. travnja 2021.
25. ↑  Jingdezhen | Creative Cities Network. en.unesco.org. Pristupljeno 12. travnja 2021.
26. ↑  Jinju | Creative Cities Network. en.unesco.org. Pristupljeno 12. travnja 2021.
27. ↑  João Pessoa | Creative Cities Network. en.unesco.org. Pristupljeno 12. travnja 2021.
28. ↑  Kanazawa | Creative Cities Network. en.unesco.org. Pristupljeno 12. travnja 2021.
29. ↑  Kargopol | Creative Cities Network. en.unesco.org. Pristupljeno 12. travnja 2021.
30. ↑  Kütahya | Creative Cities Network. en.unesco.org. Pristupljeno 12. travnja 2021.
31. ↑  Limoges | Creative Cities Network. en.unesco.org. Pristupljeno 12. travnja 2021.
32. ↑  Lubumbashi | Creative Cities Network. en.unesco.org. Pristupljeno 12. travnja 2021.
33. ↑  Madaba | Creative Cities Network. en.unesco.org. Pristupljeno 12. travnja 2021.
34. ↑  Nassau | Creative Cities Network. en.unesco.org. Pristupljeno 12. travnja 2021.
35. ↑  Ouagadougou | Creative Cities Network. en.unesco.org. Pristupljeno 12. travnja 2021.
36. ↑  Paducah | Creative Cities Network. en.unesco.org. Pristupljeno 12. travnja 2021.
37. ↑  Pekalongan | Creative Cities Network. en.unesco.org. Pristupljeno 12. travnja 2021.
38. ↑  Porto-Novo | Creative Cities Network. en.unesco.org. Pristupljeno 12. travnja 2021.
39. ↑  San Cristóbal de las Casas | Creative Cities Network. en.unesco.org. Pristupljeno 12. travnja 2021.
40. ↑  Santa Fe | Creative Cities Network. en.unesco.org. Pristupljeno 12. travnja 2021.
41. ↑  12 etnias del Caribe exhibirán sus artesanías en feria de Santa Marta | ELHERALDO.CO
42. ↑  Sharjah | Creative Cities Network. en.unesco.org. Pristupljeno 12. travnja 2021.
43. ↑  Sheki | Creative Cities Network. en.unesco.org. Pristupljeno 12. travnja 2021.
44. ↑  Sokodé | Creative Cities Network. en.unesco.org. Pristupljeno 12. travnja 2021.
45. ↑  Arora, Sumit. 10. studenoga 2021. Srinagar joins UNESCO network of creative cities. adda247 (engleski). Pristupljeno 5. svibnja 2022.
46. ↑  Sukhothai | Creative Cities Network. en.unesco.org. Pristupljeno 12. travnja 2021.
47. ↑  Suzhou | Creative Cities Network. en.unesco.org. Pristupljeno 12. travnja 2021.
48. ↑  Tambasasayama | Creative Cities Network. en.unesco.org. Pristupljeno 12. travnja 2021.
49. ↑  Tétouan | Creative Cities Network. en.unesco.org. Pristupljeno 12. travnja 2021.
50. ↑  Trinidad | Creative Cities Network. en.unesco.org. Pristupljeno 12. travnja 2021.
51. ↑  Tunis | Creative Cities Network. en.unesco.org. Pristupljeno 12. travnja 2021.
52. ↑  Viljandi | Creative Cities Network. en.unesco.org. Pristupljeno 12. travnja 2021.